# Energetyka słoneczna w Polsce

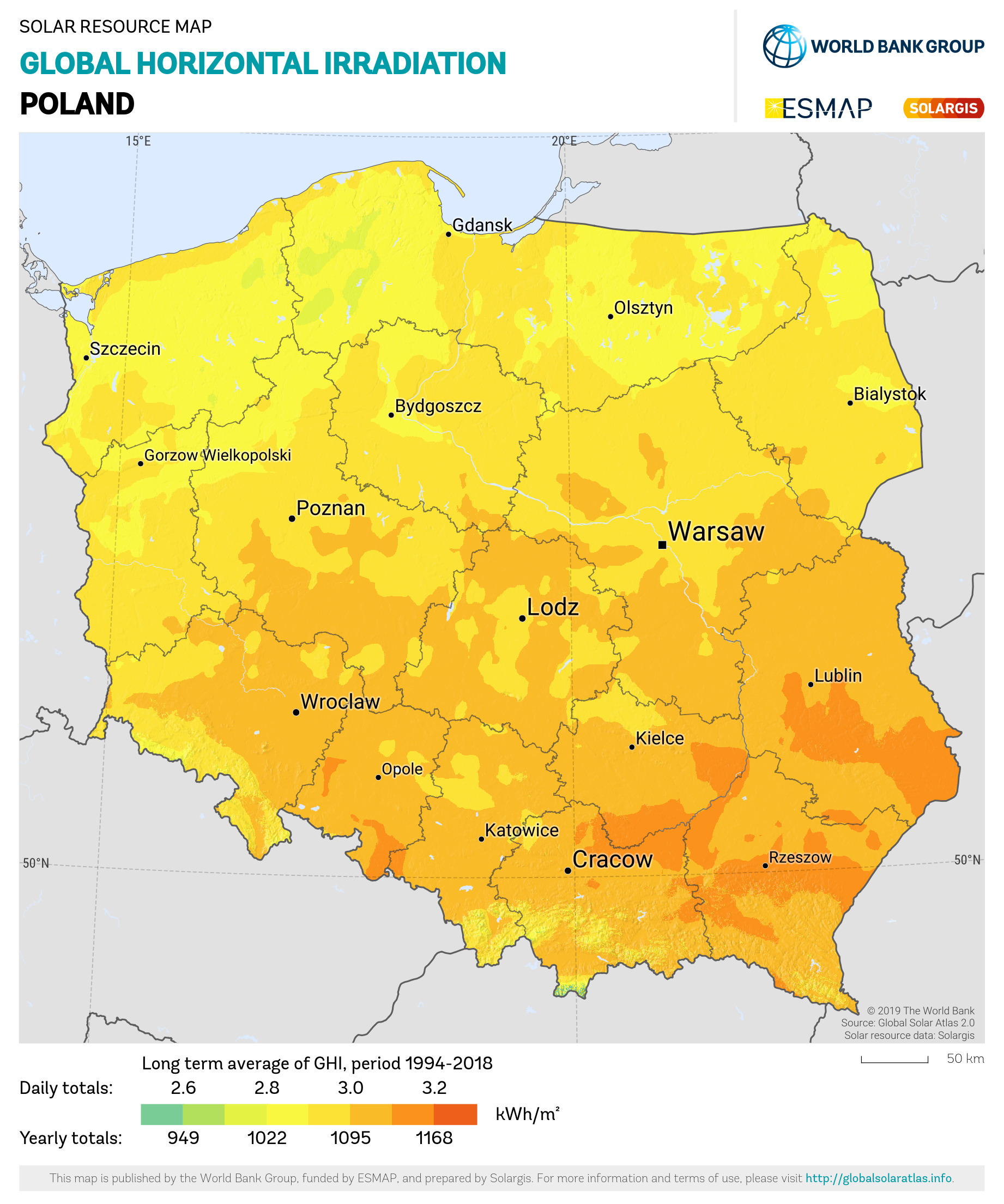
Średnie nasłonecznienie w Polsce. SolarGIS 2011

Energetyka słoneczna w Polsce – sektor energetyki odnawialnej w Polsce, czerpiącej energię ze światła słonecznego. Należą do niej: energetyka cieplna przekształcająca energię słoneczną na ciepło i elektroenergetyka – produkująca energię elektryczną.
Rozwój rozproszonej energetyki słonecznej w Polsce wspiera m.in.: Instytut Energetyki Odnawialnej koordynujący w Polsce kampanię Europejskie Słoneczne Dni, Instytut na rzecz Ekorozwoju realizujący kampanię Dobry Klimat dla Powiatów czy Zielony Instytut prowadzący kampanię Demokracja energetyczna.

## Kolektory słoneczne
Na koniec 2014 roku łącznie zainstalowanych i użytkowanych było około 1,7 mln m² kolektorów  słonecznych, co odpowiada 1,2 GWt mocy cieplnej. Całkowita zainstalowana moc kolektorów słonecznych stanowiła wtedy drugie, po ciepłowniach na biomasę, źródło odnawialne wytwarzania „zielonego ciepła” w Polsce. W 2014 roku Polska zajęła czwarte miejsce w sprzedaży instalacji słonecznych wśród krajów europejskich.
Na koniec 2016 roku moc termiczna zainstalowanych w Polsce kolektorów wyniosła 1,5 GW, a w 2017 roku przybyło kolejne 0,078 GW.

## Elektroenergetyka słoneczna

Moc zainstalowana w ogniwach fotowoltaicznych w Polsce

Produkcja energii elektrycznej z ogniw fotowoltaicznych w Polsce

Udział energii słonecznej w produkcji energii elektrycznej w Polsce

Całkowita moc podłączonych do sieci elektrowni fotowoltaicznych (ang. skrót PV) w Polsce wynosiła na koniec 2012 roku około 1,29 MWp. Według Instytutu Energetyki Odnawialnej, całkowita moc ogniw fotowoltaicznych w Polsce we wrześniu 2014 roku wynosiła około 6,6 MWp. Na koniec listopada 2020 r. moc zainstalowana fotowoltaiki w Polsce wyniosła 3704,4 MW. Oznacza to wzrost o 174,2% w stosunku do listopada ub.r. Natomiast przez cały listopad 2020 r. moc instalacji fotowoltaicznych zwiększyła się o 273,79 MW.

### Rok 2016
W grudniu 2016 roku w Polsce działały 473 instalacje fotowoltaiczne posiadające koncesję Urzędu Regulacji Energetyki, o łącznej mocy 99,1 MW (na koniec września 2017 moc ta wynosiła 103.9 MWp) oraz ponad 17 tys. mikroinstalacji przyłączonych do sieci na zgłoszenie, o łącznej mocy 93,72 MW. Razem daje to ponad 17,5 tys. systemów PV o całkowitej mocy nominalnej 192,82 MW. Liderem wśród województw pod względem zainstalowanej mocy w koncesjonowanych elektrowniach PV było w 2016 roku województwo lubelskie, w którym na koniec 2016 roku było 55 elektrowni fotowoltaicznych o łącznej mocy 30,8 MW.
W grudniu 2016 roku 25 elektrowni słonecznych w Polsce miało moc co najmniej 1 MW. Do najdłużej działających systemów o takiej mocy należą:
- 3,77 MW uruchomiona w październiku 2015, Grupa Energa, PV Czernikowo we wsi Wygoda w gminie Czernikowo koło Torunia[10][11][12]
- 2,0 MW uruchomiona marzec-czerwiec 2015, Ostrzeszów w województwie wielkopolskim[13]
- 2,0 MW uruchomiona w 2015, inwestor: Stowarzyszenie na rzecz Innowacyjności i Transferu Technologii „Horyzonty”, Cieszanów[14][15]
- 1,84 MW, inwestor R.Power (wcześniej AMB Energia), Kolno w województwie podlaskim[13]
- 1,64 MW uruchomiona we wrześniu 2014, Grupa Energa, PV Delta Przejazdowo koło Gdańska[10][12]
- 1,5 MW uruchomiona we wrześniu 2014, Przedsiębiorstwo Energetyczne Gubin Sp. z o.o., Gubin[16][17]
- 1,4 MW uruchomiona w październiku 2014, inwestor: Energia Dolina Zielawy, Bordziłówka w gminie Rossosz[18]
- 1,0 MW uruchomiona we wrześniu 2011 Farma fotowoltaiczna w Wierzchosławicach należąca do spółki Energia Wierzchosławice[19][20]

### Rok 2017
W 2017 roku do sieci przyłączono ponad 12 800 mikroinstalacji PV, o łącznej mocy nominalnej 83,3 MW, oraz 8,65 MW mocy w instalacjach o mocy powyżej 40 kW. Na koniec 2017 roku dało to w sumie łączną moc małych (pow. 40 kW) i dużych instalacji PV równą 107,75 MW i łączną moc mikroinstalacji równą 174,5 MW, co daje razem 282,2 MW w fotowoltaice w Polsce. Wszystkie te instalacje pozwalają wyprodukować rocznie ok. 164,8 GWh energii elektrycznej, co stanowi 0,1% całej energii elektrycznej zużywanej w Polsce.

### Rok 2018
Zgodnie z oficjalnym raportem przygotowanym przez Urząd Regulacji Energetyki (URE), łączna moc instalacji fotowoltaicznych w Polsce pod koniec 2018 roku wynosiła 147 MW. Badania obejmowały jednak wyłącznie duże instalacje (posiadające koncesję) oraz małe instalacje OZE. Pominięte zostały natomiast mikroinstalacje fotowoltaiczne, które wytwarzają znacznie więcej mocy. Instytut Energii Odnawialnej opublikował w czerwcu 2019 roku raport, z którego wynika, że pod koniec 2018 roku instalacje fotowoltaiczne generowały łącznie 500 MW mocy. W skład instalacji wchodzą:
- mikroinstalacje wytwarzające do 50 kW mocy - generowały łącznie około 350 MW;
- małe instalacje od 50 do 500 kW mocy - w kwietniu 2019 roku wytwarzały 33 MW mocy;
- instalacje większe niż 500 kW – wytwarzały łącznie 75 MW mocy;
- duże instalacje fotowoltaiczne, które wygrały aukcje OZE - generowały około 75 MW[22].

W raporcie nie uwzględniono instalacji fotowoltaicznych off-grid (nieprzyłączone do sieci). Jak widzimy, mikroinstalacje w Polsce generują najwięcej mocy. W rankingu największego wzrostu mocy instalacji fotowoltaicznych, Polska zajmowała w 2018 roku dziewiąte miejsce wśród państw Unii Europejskiej. Oblicza się, że do końca 2019 roku Polska może zająć miejsce czwarte. Ze względu na to, że Polska, ze względu na członkostwo w Unii Europejskiej, jest zobligowana do zwiększenia energii z OZE na rynku energii elektrycznej do 15% do końca 2020 roku, powstają specjalne programy, które mają na celu promowanie fotowoltaiki. 

### Rok 2019
Rok 2019 to intensywny okres rozwoju fotowoltaiki w Polsce. Wraz z początkiem roku pojawiła się możliwość odliczenia instalacji od podatku dzięki tzw. uldze termomodernizacyjnej. Dzięki uruchomieniu ulgi już w pierwszym kwartale 2019 roku zamontowanych zostało 11 tysięcy domowych instalacji fotowoltaicznych o łącznej mocy 72 MW. 23 lipca 2019 ogłoszony został rządowy program dotacji "Mój Prąd" w którym każda instalacja o mocy od 2 do 10 kWp może otrzymać dotację w wysokości 5 tys. zł. Program okazał się gigantycznym sukcesem, rok 2019 kończąc z wynikiem 11 172 zatwierdzonych wniosków o łącznej wartości ponad 50 mln zł. W ramach Narodowego Funduszu Ochrony Środowiska i Gospodarki Wodnej uruchomiony został również program wsparcia dla gospodarstw rolnych - Agroenergia. Budżet programu wynosi łącznie 200 mln, a środki wydatkowane będą do 2023 roku.
Dzięki nowelizacji ustawy o OZE wzrost odnotował również sektor fotowoltaiki dla firm. Wraz z przeprowadzoną w lipcu 2019 nowelizacji przepisów, każda firma może stać się prosumentem na podobnych warunkach co osoba fizyczna w tzw. systemie opustów: bezpłatnie pobiera 80% wyprodukowanego prądu w przypadku instalacji o mocy większej niż 10 kWp. 
Montaż instalacji ułatwiło również ujednolicenie podatku VAT. Stawka została obniżona z 23% do 8% dla instalacji realizowanych na przydomowym gruncie lub budynku gospodarczym. Zanim sejm przyjął projekt nowelizacji ustawy, stawka 8% VAT dotyczyła tylko osób montujących panele fotowoltaiczne na dachach własnych domów.
W roku 2019 na polskich dachach pojawiło się łącznie 104 tys. nowych mikroinstalacji fotowoltaicznych.

### Rok 2020
W I kwartale 2020 roku do sieci przyłączono łącznie 304 MW mikroinstalacji fotowoltaicznych. Na dzień 1 kwietnia 2020 w polskiej sieci energetycznej funkcjonowało łącznie 195 754 instalacje o mocy mniejszej niż 50 KW.
Przez cały rok 2020 zainstalowano łącznie 2151 MWp mikroinstalacji fotowoltaicznych (systemów o mocy do 50 kWp) oraz 399 MWp pozostałych (instalacje większe niż 50 kWp). Co łącznie daje, że w 2020 roku przyłączono do sieci elektroenergetycznych w Polsce ogółem 2550 MW mocy w fotowoltaice.
Pod koniec 2020 roku Tauron zakończył budowę farmy fotowoltaicznej w Jaworznie o mocy 5 MWp.

### Rok 2021
W lutym 2021 roku Tauron uruchomił farmę fotowoltaiczną Choszczno o mocy 6 MW. 
W październiku 2021 roku uruchomiono w Polsce największą (jak dotychczas) elektrownię fotowoltaiczną o mocy 70 MWp (w gminie Brudzew).

### Rok 2022
W styczniu Tauron zakończył budowę kolejnej elektrowni słonecznej w gminie Choszczno, instalacja Choszczno II o mocy 8 MW.
W marcu przekroczona została granica miliona mikro instalacji. Wynika tak z najnowszych danych, które podsumowują pierwszy kwartał w fotowoltaice. Moc łączna mikro instalacji w Polsce to już 10 gigawatów.

## Największe elektrownie słoneczne w Polsce
Lista największych elektrowni w Polsce (powyżej 30 MW), stan na dzień 30 czerwca 2024 roku:
| miejscowość            | województwo         | powiat       | gmina                          | moc elektryczna [MW] |
| ---------------------- | ------------------- | ------------ | ------------------------------ | -------------------- |
| Zwartowo               | pomorskie           | wejherowski  | Choczewo                       | 203,373              |
| Sławoszewek            | wielkopolskie       | koniński     | Kleczew                        | 116,399              |
| Jakuszów i Dobrzejów   | dolnośląskie        | legnicki     | Miłkowice                      | 112,987              |
| Janiszew i Koźmin      | wielkopolskie       | turecki      | Brudzew                        | 82,386               |
| Bielice                | mazowieckie         | sochaczewski | Sochaczew – gm. w.             | 80,037               |
| Kleczew                | wielkopolskie       | koniński     | Kleczew – miasto               | 73,978               |
| Wietrzychowo           | warmińsko-mazurskie | nidzicki     | Nidzica                        | 73,978               |
| Mianowice              | pomorskie           | słupski      | Damnica                        | 60,003               |
| Rzezawa i Krzeczów     | małopolskie         | bocheński    | Rzezawa                        | 59,998               |
| Stara Korytnica        | zachodniopomorskie  | drawski      | Kalisz Pomorski                | 59,955               |
| Stępień                | warmińsko-mazurskie | braniewski   | Braniewo – gm. w.              | 57,499               |
| Białczyk               | lubuskie            | gorzowski    | Witnica                        | 49,962               |
| Słupsk                 | pomorskie           | Słupsk       | Słupsk                         | 45,158               |
| Płoskie i Niedzieliska | lubelskie           | zamojski     | Zamość – gm. w., Szczebrzeszyn | 40,559               |
| Płoskie i Hubale       | lubelskie           | zamojski     | Zamość – gm. w.                | 40,120               |
| Mysłowice              | śląskie             | Mysłowice    | Mysłowice                      | 37,138               |
| Genowefa               | wielkopolskie       | koniński     | Kleczew                        | 34,999               |
| Grabik                 | lubuskie            | żarski       | Żary – gm. w.                  | 34,995               |